# Lodewijk I van Orléans
Lodewijk I van Orléans (Parijs, 13 maart 1372 – aldaar, 23 november 1407) was een prins uit het capetingische huis Valois, hertog van Orléans en jongere broer van koning Karel VI van Frankrijk. Hij maakte deel uit van de regentschapsraad van het koninkrijk Frankrijk die de geesteszieke koning moest vervangen. Lodewijk werd in 1407 vermoord in opdracht van zijn neef Jan zonder Vrees, hertog van Bourgondië.
Als stichter van het tweede huis Orléans, was hertog Lodewijk I van Orléans de grootvader van koning Lodewijk XII van Frankrijk alsook overgrootvader van koning Frans I van Frankrijk, deze laatste was afkomstig uit een jongere tak van de graven van Angoulême.

## Leven

### De broer van de koning
Als tweede nog in leven zijnde zoon van koning Karel V van Frankrijk en Johanna van Bourbon, was hij de enige broer van Karel VI. Hij was graaf van Beaumont en hertog van Valois, vervolgens hertog van Touraine (1386), graaf van Château-Thierry, Vertus, Luxemburg, Porcien, Courtenay, Angoulême, Périgord, Blois, Dunois, Chartres, Soissons en Dreux, baron van Coucy en Châtillon-sur-Marne, heer van Luzarches, Sablé de Grandelin, Châlons-en-Champagne, Châteaudun, Sedenne, Crécy, Épernay, Montargis, Fère-en-Tardenois en Oisy. Hij ontving ten slotte het hertogdom Orléans in apanage (1392).
Hij trouwde in 1389 met Valentina Visconti (1368-1408), dochter van Gian Galeazzo Visconti, hertog van Milaan, en Isabella van Frankrijk. De machtiging van Karel VI voor de onderhandeling van dit huwelijk dateert van 20 september 1386. Dit huwelijk zou de grond vormen voor de aanspraak van de Franse koningen Lodewijk XII en Frans I op het hertogdom Milaan.
Hij toonde zijn smaak voor feesten en pleziertjes door de verfraaiing van dure stadhuizen in Parijs. Hij stond bekend als een verleider, waarvan zijn vijanden zeiden dat hij "hinnikte als een hengst naar bijna alle mooie vrouwen".
Hij ging vertrouwelijk om met zijn broer de koning. Onder de korte persoonlijke regering van Karel VI en de politiek van de marmousets (1388-1392), werd hij de rivaal van de opeenvolgende hertogen van Bourgondië, Filips de Stoute en vervolgens diens zoon Jan zonder Vrees. Hij werd gesteund door koningin Isabella van Beieren terwijl de geestesziekte van de koning werd bevestigd.

### De partij van Orléans

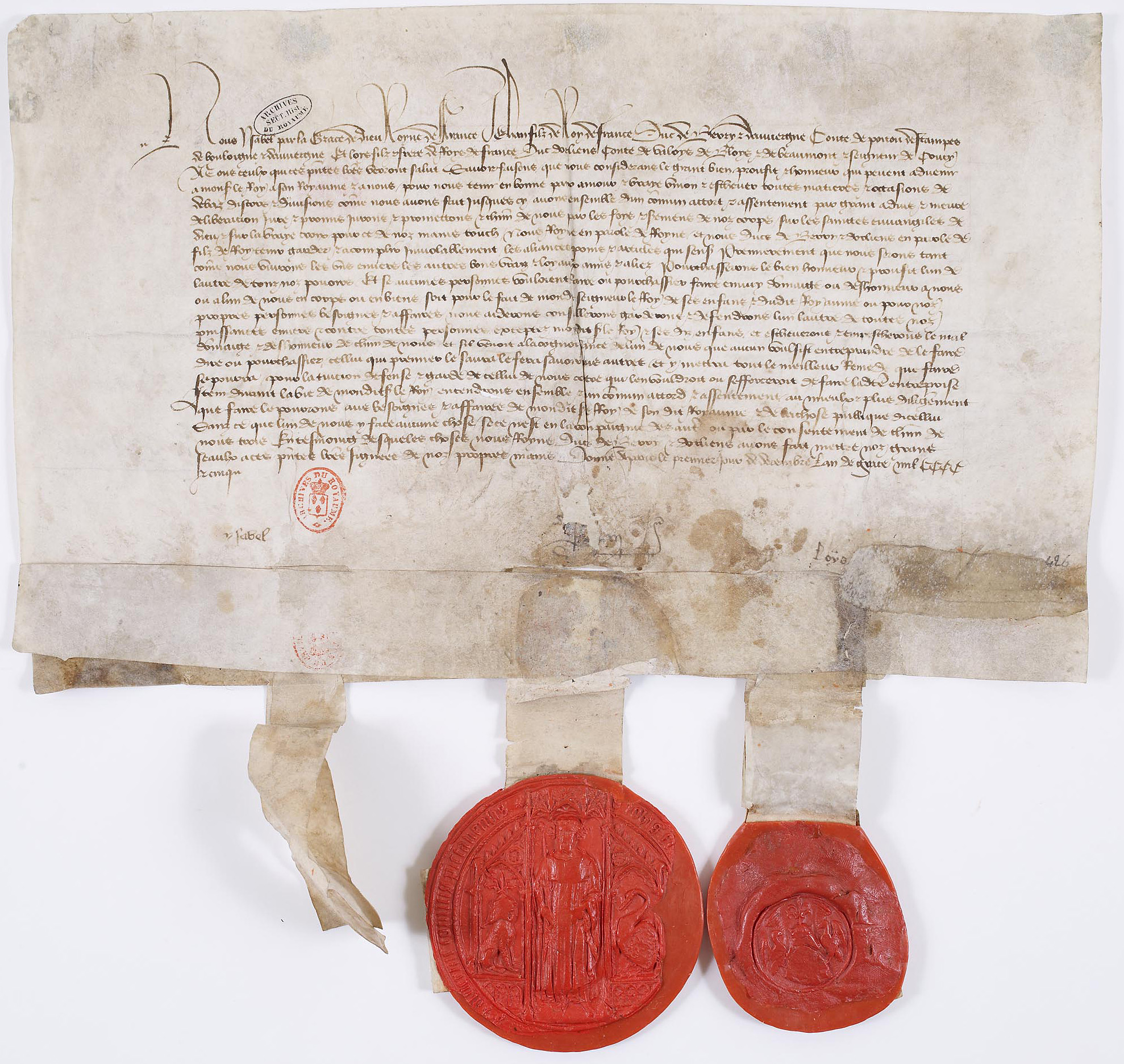
Alliantieverdrag tussen koning Isabella van Beieren, hertog Jan van Berry en hertog Lodewijk I van Orléans, gedateerd te Parijs op 1 december 1405 (Archives nationales AE/II/426).

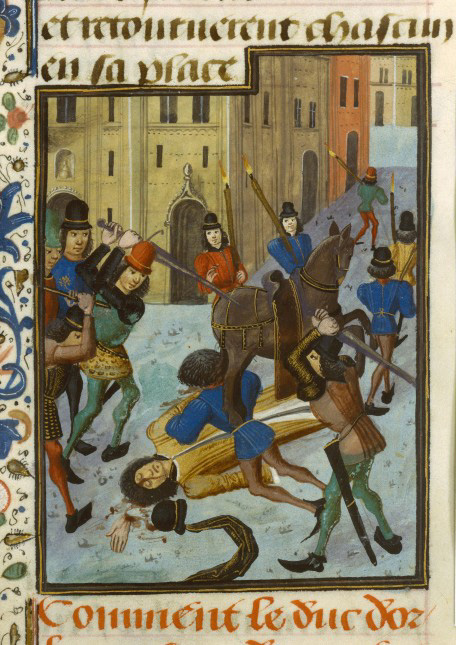
De moord op Lodewijk van Orléans (miniatuur van de meester van de Kroniek van Engeland, ca. 1470 ?-1480 ?, Parijs, BnF).

In 1392 zonk de koning weg in een periodieke waanzin. Tijdens deze aanvallen van waanzin, trad koningin Isabella op als regentes, bijgestaan door de voornaamste edellieden van het koninkrijk. In feite verwierf Filips de Stoute, de machtige hertog van Bourgondië en oom en voogd van de koning - hij was regent tijdens diens minderjarigheid tussen 1380 en 1388 - grote invloed aan het hof. Daarentegen verliet de koningin die weinig kaas van politiek had gegeten zich op Filips aan wie ze haar huwelijk met de koning had te danken. Lodewijk van Orléans legde zich erop toe aan invloed te winnen binnen de raad, waarbij hij zich opwierp als de enige echte rivaal van de hertog van Bourgondië. Hij wijdde zich aan het afstoppen van de toenemende invloed van de hertog van Bourgondië. In 1402 verwierf hij het hertogdom Luxemburg in pand om te verhinderen dat de staten van de hertog van Bourgondië (waaronder het graafschap Vlaanderen) een territoriale eenheid konden vormen. Datzelfde jaar was hij de executeur-testamentair van de connétable Lodewijk van Sancerre.
Bij het overlijden van Filips de Stoute in 1404, stond het hertogdom Bourgondië op het hoogtepunt van zijn macht in de raad. Zijn zoon Jan zonder Vrees kwam nu aan het hoofd te staan van het Bourgondische huis, maar was politiek gezien minder machtig dan zijn vader. Lodewijk van Orléans wist dat hij moest profiteren van het verdwijnen van Filips de Stoute van het politiek toneel om de teugels van de macht terug in handen te kunnen krijgen.
Door zijn spilzucht, maakte hij zich in toenemende mate impopulair, hetgeen met zorg door Jan zonder Vrees politiek werd uitgebuit. Hij werd ervan beschuldigd de hertogin van Bourgondië te hebben willen verleiden of, erger nog, verkrachten. Hij leek de Frans-Engelse wapenstilstand te hebben willen breken, door Hendrik IV van Lancaster tot een duel te provoceren, hetgeen Jan zonder Vrees niet kon toestaan, want de Vlaamse lakenhandelaars waren volledig afhankelijk van de Engelse wolimport en zouden geruïneerd worden door een embargo. Lodewijk van Orléans slaagde erin zijn positie en die van zijn partizanen in het hart van de raad van de koning (1406-1407) te versterken, waarbij hij, met de steun van de koningin, de aanhangers van de hertog van Bourgondië wist buiten te werken.

### Moord en nalatenschap

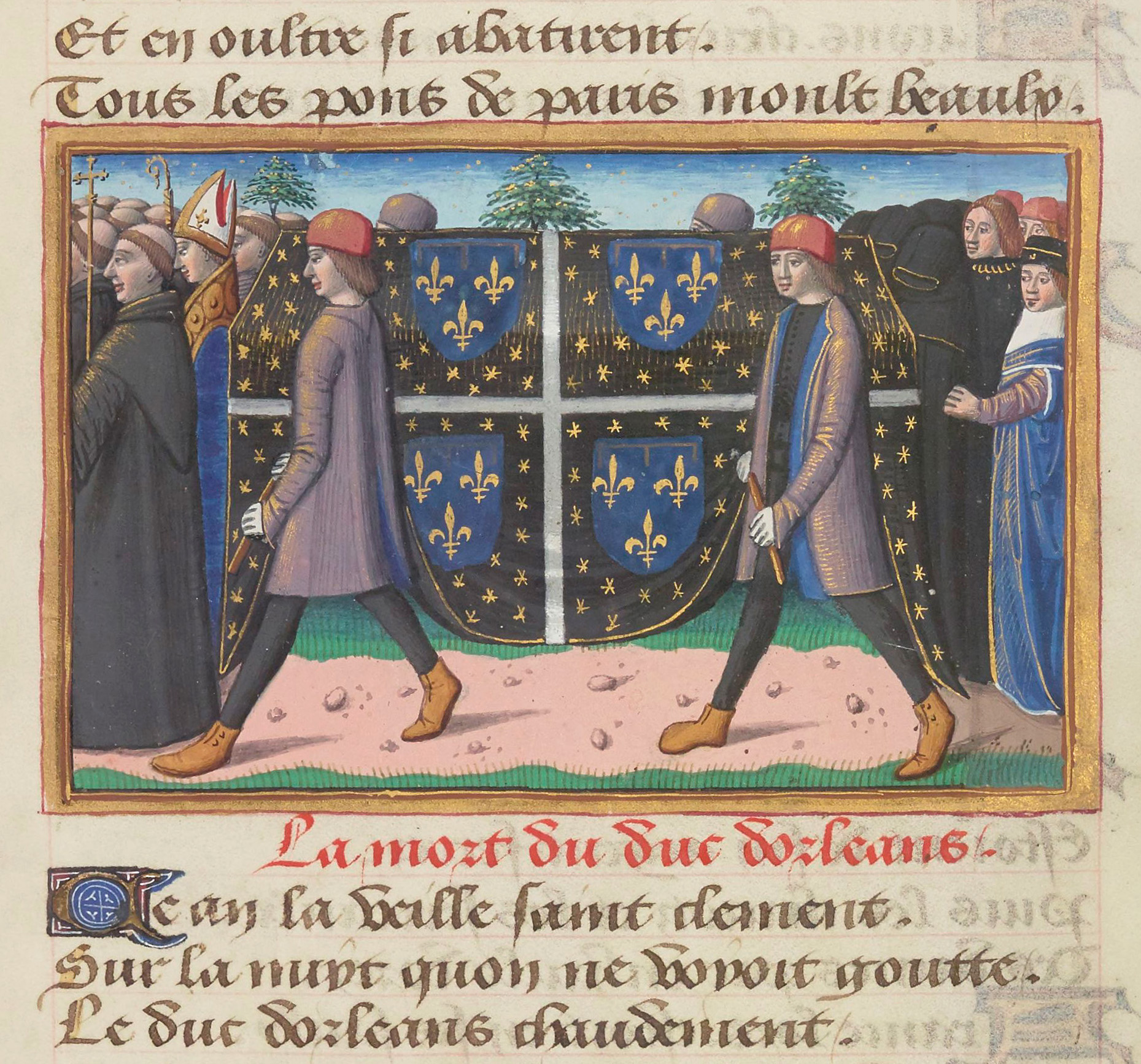
De begrafenis van Lodewijk van Orléans (miniatuur uit de Vigiles du roi Charles VII van Martial van Auvergne, eind 15e eeuw, Parijs, BnF, manuscriptendepartement).

De hertog van Bourgondië, die de macht hem door de vingers zag glippen, waagde de sprong: onder leiding van Raoul van Ocquetonville, die in een hinderlaag lag in een herberg bij het beeld van Onze-Lieve-Vrouw, liet hij zijn neef vermoorden in de rue Vieille-du-Temple in Paris, nabij de poort Barbette (op nummer 50 van deze straat) nadat deze een bezoek had gebracht aan de koningin in haar stadswoning Barbette. Lodewijks laatste woorden waren: "Wie is dat? Wie doet dat?" Deze moord zou de burgeroorlog tussen de Armagnacs en Bourguignons doen losbarsten.
Jan zonder Vrees was door deze daad in diskrediet geraakt en de partij van Orléans werd gesteund door de hertogen van Berry, Bretagne en Bourbon om de partij van de Armagnacs te vormen (die hun naam ontleenden aan Bernard VII van Armagnac, graaf van Armagnac en schoonvader van Karel van Orléans).
Wegens zijn vermeende verhouding met de koningin, deden er talloze roddels, op aanstoken van de Engels-Bourgondische partij, de ronde dat Lodewijk van Orléans de biologische vader van kroonprins Karel VII zou zijn. De hertog van Orléans was, door zijn zoon Karel van Orléans, de voorouder van de koninklijke tak van Valois-Orléans, en grootvader van Lodewijk XII en, door Jan van Orléans, overgrootvader van Frans I.

## De bezittingen van Lodewijk van Orléans
Lodewijk had bij zijn geboorte reeds het hertogdom Touraine alsook het graafschap Valois in apanage gekregen, maar hij kon er pas echt bezit van nemen na de dood van de hertogin-douairière. Bij zijn huwelijk met Valentina Visconti, dochter van de hertog van Milaan, ontving hij het graafschap Asti.
In 1392 werd de twintig jaar oude Lodewijk hertog van Orléans en Valois alsook graaf van Beaumont. In 1394 werd hij graaf van Angoulême en verwierf in 1395 de vidamie Châlons voor 1900 pond. Hij kwam in 1400 in het bezit van de baronie Coucy, het graafschap Portien en Périgord, en in 1401 het graafschap Dreux. Hier voegde hij in 1402 nog het graafschap Chiny en hertogdom Luxemburg en graafschap Vertus aan toe. Zijn domein werd uitgebreid in dezelfde periode als een groot aantal burggraafschappen als Brie-Comte-Robert, Château-Thierry, Luzarches, Fère-en-Tardenois, Pinon, Provins...
Lodewijk van Orléans lag ook aan de grondslag van de bouw van twee prestigieuze kastelen, dat van Pierrefonds en dat van Ferté-Milon waarvan slecht de façade van de toegangspoort was afgewerkt tijdens diens leven.

## Kinderen

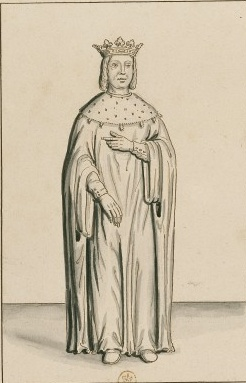
Lodewijk van Frankrijk, hertog van Orléans, naar zijn ligbeeld bij de Celestijnen te Parijs (tekening van Louis Boudan, 17e eeuw, Parijs, BnF, litho- en fotografiedepartement, fonds François Roger de Gaignières, folio 11).

Lodewijk en Valentina Visconti hadden de volgende kinderen:
- Karel, hertog van Orléans, vader van Lodewijk XII van Frankrijk
- Filips,[6] graaf van Vertus
- Jan, graaf van Angoulême, grootvader van Frans I
- Margaretha,[6] gravin van Vertus, die trouwde met Richard van Bretagne. Zij waren de grootouders van Anna van Bretagne.

Lodewijk had ook een buitenechtelijke zoon bij Margaretha van Edingen:
- Jan van Orléans, graaf van Dunois, de Bastaard van Orléans en vervolgens "Dunois" genoemd.

Een in de 19e eeuw bedachte theorie zonder enige historische grond beweerde dat het twaalfde kind van Isabella van Beieren onwettig zou zijn geweest en dat het in feite zou gaan om Jeanne d'Arc, dochter van Isabella van Beieren en Lodewijk I, hertog van Orléans. Deze theorie is meermaals weerlegd door historici gespecialiseerd in Jeanne d'Arc.

## Kwartierstaat (voorouders)
| Filips VI van Frankrijk (1293-1350) | Filips VI van Frankrijk (1293-1350) | Filips VI van Frankrijk (1293-1350) | Filips VI van Frankrijk (1293-1350) | Filips VI van Frankrijk (1293-1350) | Filips VI van Frankrijk (1293-1350) | Johanna van Bourgondië (1293-1349) | Johanna van Bourgondië (1293-1349) | Johanna van Bourgondië (1293-1349) | Johanna van Bourgondië (1293-1349) | Johanna van Bourgondië (1293-1349) | Johanna van Bourgondië (1293-1349) |                                   |                                   | Jan de Blinde (1296-1346)         | Jan de Blinde (1296-1346)         | Jan de Blinde (1296-1346)       | Jan de Blinde (1296-1346)       | Jan de Blinde (1296-1346)       | Jan de Blinde (1296-1346)       | Elisabeth I van Bohemen (1292-1330) | Elisabeth I van Bohemen (1292-1330) | Elisabeth I van Bohemen (1292-1330) | Elisabeth I van Bohemen (1292-1330) | Elisabeth I van Bohemen (1292-1330) | Elisabeth I van Bohemen (1292-1330) |                                    |                                    | Lodewijk I van Bourbon (1279-1341) | Lodewijk I van Bourbon (1279-1341) | Lodewijk I van Bourbon (1279-1341) | Lodewijk I van Bourbon (1279-1341) | Lodewijk I van Bourbon (1279-1341) | Lodewijk I van Bourbon (1279-1341) | Maria van Avesnes (1280-1354)      | Maria van Avesnes (1280-1354)      | Maria van Avesnes (1280-1354)      | Maria van Avesnes (1280-1354)      | Maria van Avesnes (1280-1354)   | Maria van Avesnes (1280-1354)   |                                 |                                 | Karel van Valois (1270-1325)    | Karel van Valois (1270-1325)    | Karel van Valois (1270-1325)    | Karel van Valois (1270-1325)    | Karel van Valois (1270-1325)    | Karel van Valois (1270-1325)    | Mahaut de Châtillon-Saint Pol (1293–1358) | Mahaut de Châtillon-Saint Pol (1293–1358) | Mahaut de Châtillon-Saint Pol (1293–1358) | Mahaut de Châtillon-Saint Pol (1293–1358) | Mahaut de Châtillon-Saint Pol (1293–1358) | Mahaut de Châtillon-Saint Pol (1293–1358) |  |  |  |  |  |  |  |  |  |  |  |  |  |  |  |  |  |  |  |  |  |  |  |  |  |  |  |  |  |  |  |  |  |  |  |  |  |  |  |  |  |  |  |  |  |  |  |  |
| Filips VI van Frankrijk (1293-1350) | Filips VI van Frankrijk (1293-1350) | Filips VI van Frankrijk (1293-1350) | Filips VI van Frankrijk (1293-1350) | Filips VI van Frankrijk (1293-1350) | Filips VI van Frankrijk (1293-1350) | Johanna van Bourgondië (1293-1349) | Johanna van Bourgondië (1293-1349) | Johanna van Bourgondië (1293-1349) | Johanna van Bourgondië (1293-1349) | Johanna van Bourgondië (1293-1349) | Johanna van Bourgondië (1293-1349) |                                   |                                   | Jan de Blinde (1296-1346)         | Jan de Blinde (1296-1346)         | Jan de Blinde (1296-1346)       | Jan de Blinde (1296-1346)       | Jan de Blinde (1296-1346)       | Jan de Blinde (1296-1346)       | Elisabeth I van Bohemen (1292-1330) | Elisabeth I van Bohemen (1292-1330) | Elisabeth I van Bohemen (1292-1330) | Elisabeth I van Bohemen (1292-1330) | Elisabeth I van Bohemen (1292-1330) | Elisabeth I van Bohemen (1292-1330) |                                    |                                    | Lodewijk I van Bourbon (1279-1341) | Lodewijk I van Bourbon (1279-1341) | Lodewijk I van Bourbon (1279-1341) | Lodewijk I van Bourbon (1279-1341) | Lodewijk I van Bourbon (1279-1341) | Lodewijk I van Bourbon (1279-1341) | Maria van Avesnes (1280-1354)      | Maria van Avesnes (1280-1354)      | Maria van Avesnes (1280-1354)      | Maria van Avesnes (1280-1354)      | Maria van Avesnes (1280-1354)   | Maria van Avesnes (1280-1354)   |                                 |                                 | Karel van Valois (1270-1325)    | Karel van Valois (1270-1325)    | Karel van Valois (1270-1325)    | Karel van Valois (1270-1325)    | Karel van Valois (1270-1325)    | Karel van Valois (1270-1325)    | Mahaut de Châtillon-Saint Pol (1293–1358) | Mahaut de Châtillon-Saint Pol (1293–1358) | Mahaut de Châtillon-Saint Pol (1293–1358) | Mahaut de Châtillon-Saint Pol (1293–1358) | Mahaut de Châtillon-Saint Pol (1293–1358) | Mahaut de Châtillon-Saint Pol (1293–1358) |  |  |  |  |  |  |  |  |  |  |  |  |  |  |  |  |  |  |  |  |  |  |  |  |  |  |  |  |  |  |  |  |  |  |  |  |  |  |  |  |  |  |  |  |  |  |  |  |
|                                     |                                     |                                     |                                     |                                     |                                     |                                    |                                    |                                    |                                    |                                    |                                    |                                   |                                   |                                   |                                   |                                 |                                 |                                 |                                 |                                     |                                     |                                     |                                     |                                     |                                     |                                    |                                    |                                    |                                    |                                    |                                    |                                    |                                    |                                    |                                    |                                    |                                    |                                 |                                 |                                 |                                 |                                 |                                 |                                 |                                 |                                 |                                 |                                           |                                           |                                           |                                           |                                           |                                           |  |  |  |  |  |  |  |  |  |  |  |  |  |  |  |  |  |  |  |  |  |  |  |  |  |  |  |  |  |  |  |  |  |  |  |  |  |  |  |  |  |  |  |  |  |  |  |  |
|                                     |                                     |                                     |                                     | Jan II van Frankrijk (1319-1364)    | Jan II van Frankrijk (1319-1364)    | Jan II van Frankrijk (1319-1364)   | Jan II van Frankrijk (1319-1364)   | Jan II van Frankrijk (1319-1364)   | Jan II van Frankrijk (1319-1364)   |                                    |                                    |                                   |                                   |                                   |                                   | Bonne van Luxemburg (1315-1349) | Bonne van Luxemburg (1315-1349) | Bonne van Luxemburg (1315-1349) | Bonne van Luxemburg (1315-1349) | Bonne van Luxemburg (1315-1349)     | Bonne van Luxemburg (1315-1349)     |                                     |                                     |                                     |                                     |                                    |                                    |                                    |                                    |                                    |                                    | Peter I van Bourbon (1311-1356)    | Peter I van Bourbon (1311-1356)    | Peter I van Bourbon (1311-1356)    | Peter I van Bourbon (1311-1356)    | Peter I van Bourbon (1311-1356)    | Peter I van Bourbon (1311-1356)    |                                 |                                 |                                 |                                 |                                 |                                 | Isabella van Valois (1313-1383) | Isabella van Valois (1313-1383) | Isabella van Valois (1313-1383) | Isabella van Valois (1313-1383) | Isabella van Valois (1313-1383)           | Isabella van Valois (1313-1383)           |                                           |                                           |                                           |                                           |  |  |  |  |  |  |  |  |  |  |  |  |  |  |  |  |  |  |  |  |  |  |  |  |  |  |  |  |  |  |  |  |  |  |  |  |  |  |  |  |  |  |  |  |  |  |  |  |
|                                     |                                     |                                     |                                     | Jan II van Frankrijk (1319-1364)    | Jan II van Frankrijk (1319-1364)    | Jan II van Frankrijk (1319-1364)   | Jan II van Frankrijk (1319-1364)   | Jan II van Frankrijk (1319-1364)   | Jan II van Frankrijk (1319-1364)   |                                    |                                    |                                   |                                   |                                   |                                   | Bonne van Luxemburg (1315-1349) | Bonne van Luxemburg (1315-1349) | Bonne van Luxemburg (1315-1349) | Bonne van Luxemburg (1315-1349) | Bonne van Luxemburg (1315-1349)     | Bonne van Luxemburg (1315-1349)     |                                     |                                     |                                     |                                     |                                    |                                    |                                    |                                    |                                    |                                    | Peter I van Bourbon (1311-1356)    | Peter I van Bourbon (1311-1356)    | Peter I van Bourbon (1311-1356)    | Peter I van Bourbon (1311-1356)    | Peter I van Bourbon (1311-1356)    | Peter I van Bourbon (1311-1356)    |                                 |                                 |                                 |                                 |                                 |                                 | Isabella van Valois (1313-1383) | Isabella van Valois (1313-1383) | Isabella van Valois (1313-1383) | Isabella van Valois (1313-1383) | Isabella van Valois (1313-1383)           | Isabella van Valois (1313-1383)           |                                           |                                           |                                           |                                           |  |  |  |  |  |  |  |  |  |  |  |  |  |  |  |  |  |  |  |  |  |  |  |  |  |  |  |  |  |  |  |  |  |  |  |  |  |  |  |  |  |  |  |  |  |  |  |  |
|                                     |                                     |                                     |                                     |                                     |                                     |                                    |                                    |                                    |                                    | Karel V van Frankrijk (1337-1380)  | Karel V van Frankrijk (1337-1380)  | Karel V van Frankrijk (1337-1380) | Karel V van Frankrijk (1337-1380) | Karel V van Frankrijk (1337-1380) | Karel V van Frankrijk (1337-1380) |                                 |                                 |                                 |                                 |                                     |                                     |                                     |                                     |                                     |                                     |                                    |                                    |                                    |                                    |                                    |                                    |                                    |                                    |                                    |                                    |                                    |                                    | Johanna van Bourbon (1338-1378) | Johanna van Bourbon (1338-1378) | Johanna van Bourbon (1338-1378) | Johanna van Bourbon (1338-1378) | Johanna van Bourbon (1338-1378) | Johanna van Bourbon (1338-1378) |                                 |                                 |                                 |                                 |                                           |                                           |                                           |                                           |                                           |                                           |  |  |  |  |  |  |  |  |  |  |  |  |  |  |  |  |  |  |  |  |  |  |  |  |  |  |  |  |  |  |  |  |  |  |  |  |  |  |  |  |  |  |  |  |  |  |  |  |
|                                     |                                     |                                     |                                     |                                     |                                     |                                    |                                    |                                    |                                    | Karel V van Frankrijk (1337-1380)  | Karel V van Frankrijk (1337-1380)  | Karel V van Frankrijk (1337-1380) | Karel V van Frankrijk (1337-1380) | Karel V van Frankrijk (1337-1380) | Karel V van Frankrijk (1337-1380) |                                 |                                 |                                 |                                 |                                     |                                     |                                     |                                     |                                     |                                     |                                    |                                    |                                    |                                    |                                    |                                    |                                    |                                    |                                    |                                    |                                    |                                    | Johanna van Bourbon (1338-1378) | Johanna van Bourbon (1338-1378) | Johanna van Bourbon (1338-1378) | Johanna van Bourbon (1338-1378) | Johanna van Bourbon (1338-1378) | Johanna van Bourbon (1338-1378) |                                 |                                 |                                 |                                 |                                           |                                           |                                           |                                           |                                           |                                           |  |  |  |  |  |  |  |  |  |  |  |  |  |  |  |  |  |  |  |  |  |  |  |  |  |  |  |  |  |  |  |  |  |  |  |  |  |  |  |  |  |  |  |  |  |  |  |  |
|                                     |                                     |                                     |                                     |                                     |                                     |                                    |                                    |                                    |                                    |                                    |                                    |                                   |                                   |                                   |                                   |                                 |                                 |                                 |                                 |                                     |                                     |                                     |                                     |                                     |                                     |                                    |                                    |                                    |                                    |                                    |                                    |                                    |                                    |                                    |                                    |                                    |                                    |                                 |                                 |                                 |                                 |                                 |                                 |                                 |                                 |                                 |                                 |                                           |                                           |                                           |                                           |                                           |                                           |  |  |  |  |  |  |  |  |  |  |  |  |  |  |  |  |  |  |  |  |  |  |  |  |  |  |  |  |  |  |  |  |  |  |  |  |  |  |  |  |  |  |  |  |  |  |  |  |
|                                     |                                     |                                     |                                     |                                     |                                     |                                    |                                    |                                    |                                    |                                    |                                    |                                   |                                   |                                   |                                   |                                 |                                 |                                 |                                 |                                     |                                     |                                     |                                     |                                     |                                     |                                    |                                    |                                    |                                    |                                    |                                    |                                    |                                    |                                    |                                    |                                    |                                    |                                 |                                 |                                 |                                 |                                 |                                 |                                 |                                 |                                 |                                 |                                           |                                           |                                           |                                           |                                           |                                           |  |  |  |  |  |  |  |  |  |  |  |  |  |  |  |  |  |  |  |  |  |  |  |  |  |  |  |  |  |  |  |  |  |  |  |  |  |  |  |  |  |  |  |  |  |  |  |  |
| Johanna van Valois (1359-1360)      | Johanna van Valois (1359-1360)      | Johanna van Valois (1359-1360)      | Johanna van Valois (1359-1360)      | Johanna van Valois (1359-1360)      | Johanna van Valois (1359-1360)      |                                    |                                    | Bonne van Valois (1360-1360)       | Bonne van Valois (1360-1360)       | Bonne van Valois (1360-1360)       | Bonne van Valois (1360-1360)       | Bonne van Valois (1360-1360)      | Bonne van Valois (1360-1360)      |                                   |                                   | Jan van Valois (1366-1366)      | Jan van Valois (1366-1366)      | Jan van Valois (1366-1366)      | Jan van Valois (1366-1366)      | Jan van Valois (1366-1366)          | Jan van Valois (1366-1366)          |                                     |                                     | Karel VI van Frankrijk (1368-1422)  | Karel VI van Frankrijk (1368-1422)  | Karel VI van Frankrijk (1368-1422) | Karel VI van Frankrijk (1368-1422) | Karel VI van Frankrijk (1368-1422) | Karel VI van Frankrijk (1368-1422) |                                    |                                    | Lodewijk I van Orléans (1372-1407) | Lodewijk I van Orléans (1372-1407) | Lodewijk I van Orléans (1372-1407) | Lodewijk I van Orléans (1372-1407) | Lodewijk I van Orléans (1372-1407) | Lodewijk I van Orléans (1372-1407) |                                 |                                 | Isabella van Valois (1373-1377) | Isabella van Valois (1373-1377) | Isabella van Valois (1373-1377) | Isabella van Valois (1373-1377) | Isabella van Valois (1373-1377) | Isabella van Valois (1373-1377) |                                 |                                 | Catharina van Valois (1378-1388)          | Catharina van Valois (1378-1388)          | Catharina van Valois (1378-1388)          | Catharina van Valois (1378-1388)          | Catharina van Valois (1378-1388)          | Catharina van Valois (1378-1388)          |  |  |  |  |  |  |  |  |  |  |  |  |  |  |  |  |  |  |  |  |  |  |  |  |  |  |  |  |  |  |  |  |  |  |  |  |  |  |  |  |  |  |  |  |  |  |  |  |